# 斯特凡·沙拉维
斯特凡·卡里姆·沙拉维（義大利語：Stephan Kareem El Shaarawy；1992年10月27日—），是一名埃及裔的意大利足球运动员，司職前鋒，现在效力于意甲球队罗马，同时也效力于意大利國家足球隊。他的暱稱為「小法老」（Il Faraone），因他的父親為埃及人。
艾沙拉維於热那亚開始其職業生涯。在外借至帕多瓦有着出色的表現後，AC米兰於2011年簽下他。艾沙拉維被認為是其中一位最有潛質的年輕球員，2012年西班牙雜誌Don Balón評定他為出生於1991年之後的其中一位頂級的球員，而他於衛報的全球最佳球員排行榜中排名第52。
在國家隊方面，艾沙拉維曾代表意大利 U16至U19國家隊上陣。2011年11月15日，他晉升至意大利 U21國家隊，並獲得上陣的機會。2012年8月，他在友誼賽對陣英格蘭國家足球隊時，首次代表國家隊上陣。同年11月，他在對陣法國國家足球隊時，攻入首個國家隊入球。艾沙拉維曾參加及2016年歐洲國家盃。

## 俱乐部生涯

### 热那亚
在沙拉维13歲的时候他加入了當地的意甲球會热那亚的青訓營，在2008年12月21日作客挑戰切沃隊的时候，當時年僅16歲的沙拉维首次在職業比赛中亮相替補出場。不過之後的比賽他绝大部分時間都坐在球隊板凳上未能上場。

### 帕多瓦
2010年6月意乙帕多瓦获得了沙拉维的一年租借权，他迅速在球队内确立了主力位置，带领球队打入了升级附加赛决赛，可惜最终球队输给了。

### AC米兰
2011年6月25日意甲衛冕冠軍AC米兰宣布收購沙拉维的一半所有權，據悉米蘭方面為此付出了超過一千萬歐元的費用。加盟初期，由於AC米蘭陣中已經具有多名攻擊型球星，沙拉維並沒有太多的機會，然而因為AC米蘭傷患問題嚴重，他獲得了上陣的機會，在2011年9月21日，在意甲聯賽第四輪AC米蘭主場迎戰乌迪内斯的比賽中，18歲的沙拉維幫助米蘭打入一球，完成了自己在米蘭的處子球，暫時緩解了鋒線不足的問題。
他在2012至2013球季大熱大勇，聯賽上半程成為球隊乃至意甲的頭號射手，更憑藉高光的表現，以些微票差僅負於馬拉加的西班牙新星伊斯高，獲得2012年歐洲金童獎銀獎。雖然下半程受到傷病影響及面對半途加盟的巴洛迪利競爭，但全季16個聯賽入球的成績亦已吸引不少強隊目光。至2013年底，艾沙拉維於新球季中漸受頻繁傷病影響，出場機會亦因此大覆減少。
經歷了傷病頻繁的一季後，艾沙拉維於2014至2015年的球季復出，開季便得到機會，但上半程戰罷，他的表現只能稱上為AC米蘭成績的縮影，完全未達到外界期望，斯間更一度傳出轉會阿仙奴的傳聞。2015年初，艾沙拉維表現未見改善，更再次受到傷病侵襲，被檢查出腳掌位置骨骼有骨折情況，一直休息至5月中方告復出。可幸的是，艾沙拉維於復出後的第二場比賽便展示出不錯的狀態，於主場對陣拖連奴時梅開二度，但對AC米蘭來說亦為時已晚，最終於球季結束後宣佈無緣下賽季的歐洲賽事。踏入季後調整期，艾沙拉維於6月初重新被意大利國家隊徵召，有機會於6月12日的歐國盃外圍賽，以及6月17日的國際友誼賽上陣，事隔超過一年再度為國披甲。

### AS摩納哥
2015年7月，法甲球隊AS摩納哥宣布從AC米蘭租下沙拉维，合約為期1年。

### 羅馬
2016年1月26日，意大利足球甲級聯賽球隊羅馬宣布租借艾沙拉维至2016年6月30日，費用140萬歐元，該協議中包括一個選項，羅馬可選擇2016-17賽季開始前繳付1300萬歐羅永久轉會。

### 上海绿地申花
2019年7月8日，中国足球超级联赛俱乐部上海绿地申花宣布沙拉维加盟球队。

### 羅馬
2021年1月30日，意大利足球甲級聯賽球隊羅馬宣布沙拉维以自由身回歸羅馬。

## 国家队生涯
2008年沙拉维代表意大利17岁以下国家队首次参赛，2009年参加了17岁以下欧洲杯。
2012年意大利國家隊正式征召沙拉维，在面对法国队的友谊赛中首次为成年国家队效力的他便攻入一球，可惜意大利队主场1-2败北。

## 榮譽

### 球會
上海綠地申花
- 中國足協盃最佳球员：2019
- 中國足協盃冠軍：2019

羅馬
- 歐協聯冠軍：2021-22

### 國家隊
意大利
- 洲際國家盃季軍 : 2013